# Трі-Ріверс (Мічиган)
Трі-Ріверс (англ. Three Rivers) — місто (англ. city) в США, в окрузі Сент-Джозеф штату Мічиган. Населення — 7973 особи (2020).

## Географія
Трі-Ріверс розташоване за координатами 41°56′43″ пн. ш. 85°37′50″ зх. д. / 41.94528° пн. ш. 85.63056° зх. д. (41.945367, -85.630530).  За даними Бюро перепису населення США в 2010 році місто мало площу 14,67 км², з яких 13,99 км² — суходіл та 0,68 км² — водойми.

## Демографія
Згідно з переписом 2010 року, у місті мешкало 7811 особа в 3048 домогосподарствах у складі 1862 родин. Густота населення становила 533 особи/км².  Було 3519 помешкань (240/км²).
Расовий склад населення:
| - 82,6 % — білих - 10,1 % — чорних або афроамериканців - 0,9 % — азіатів - 0,6 % — корінних американців - 1,8 % — осіб інших рас |

До двох чи більше рас належало 4,0 %. Частка іспаномовних становила 5,2 % від усіх жителів.
За віковим діапазоном населення розподілялося таким чином: 28,5 % — особи молодші 18 років, 59,5 % — особи у віці 18—64 років, 12,0 % — особи у віці 65 років та старші. Медіана віку мешканця становила 31,5 року. На 100 осіб жіночої статі у місті припадало 91,3 чоловіків;  на 100 жінок у віці від 18 років та старших — 88,9 чоловіків також старших 18 років.
Середній дохід на одне домашнє господарство  становив 41 697 доларів США (медіана — 35 430), а середній дохід на одну сім'ю — 45 177 доларів (медіана — 44 768). Медіана доходів становила 36 155 доларів для чоловіків та 26 993 долари для жінок. За межею бідності перебувало 29,0 % осіб, у тому числі 39,7 % дітей у віці до 18 років та 7,6 % осіб у віці 65 років та старших.
Цивільне працевлаштоване населення становило 3141 осіб. Основні галузі зайнятості: виробництво — 35,1 %, освіта, охорона здоров'я та соціальна допомога — 17,9 %, мистецтво, розваги та відпочинок — 15,5 %.